# Чернобабки
Чернобабки — деревня в Унечском районе Брянской области в составе Старосельского сельского поселения.

## География
Находится в центральной части Брянской области на расстоянии приблизительно 31 км на восток по прямой от вокзала железнодорожной станции Унеча.

## История
Упоминалась с начала XVIII века в составе Бакланской сотни Стародубского полка, также упоминалась в Почепской сотне. В 1859 году здесь (деревня Мглинского уезда Черниговской губернии) учтено было 10 дворов, в 1892—45. 

## Население
Численность населения: 149 человек (1859 год), 291 (1892), 12 человека (русские 100 %) в 2002 году, 2 в 2010.